# ماریوس گورینگ
ماریوس گورینگ (انگلیسی: Marius Goring؛ ‏ ۲۳ مهٔ ۱۹۱۲ – ۳۰ سپتامبر ۱۹۹۸) بازیگر اهل بریتانیا بود.
از فیلم‌ها یا برنامه‌های تلویزیونی که وی در آن نقش داشته‌است، می‌توان به رامبرانت، دکتر هو، ادوارد و خانم سیمپسون، هولوکاست، داستان‌های باورنکردنی، ملاقات با مردمان برجسته، جاسوسی در سیاهی، زپلین، کفش‌های قرمز، ساعت بیست و پنج، جعبه جادویی، کنتس پابرهنه، پاندورا و هلندی پرنده، خروج، مسئله زندگی و مرگ، دختری سوار بر موتورسیکلت و بازرس اشاره کرد.